# Xã South Loup, Quận Hall, Nebraska
Xã South Loup (tiếng Anh: South Loup Township) là một xã thuộc quận Hall, tiểu bang Nebraska, Hoa Kỳ. Năm 2010, dân số của xã này là 642 người.